# 1966 a jogalkotásban
1966-ban az alábbi jogszabályokat alkották meg:

## Magyarország

### Törvények (3)
- 1966. évi I. törvény 	 a Magyar Népköztársaság 1966. évi költségvetéséről
- 1966. évi II. törvény 	 a népgazdaság harmadik ötéves tervéről
- 1966. évi III. törvény 	 az országgyűlési képviselők és a tanácstagok választásáról

### Törvényerejű rendeletek (32)
- 1966. évi 1. tvr. 	 a mezőgazdasági termelőszövetkezetről és a termelőszövetkezeti csoportról szóló 1959. évi 7. törvényerejű rendelet kiegészítéséről[2]
- 1966. évi 2. törvényerejű rendelet 	 a vámjog szabályozásáról
- 1966. évi 3. törvényerejű rendelet 	 a tervszerződésekre vonatkozó egyes rendelkezések módosításáról
- 1966. évi 4. törvényerejű rendelet 	 a Magyar Népköztársaság Kormánya és a Jugoszláv Szocialista Szövetségi Köztársaság Kormánya között a vízumkötelezettség megszüntetéséről, Belgrádban 1965. november hónap 23. napján aláírt egyezmény kihirdetéséről
- 1966. évi 5. törvényerejű rendelet 	 az áruk előjegyzési eljárásban való behozatalához szükséges, Brüsszelben 1961. december 6-án kötött A. T. A.-igazolványról, valamint a kereskedelmi minták E. C. S. igazoló füzeteire vonatkozó, Brüsszelben 1956. március 1-jén megkötött és a Vámegyüttműködési Tanács ajánlására 1960. június 15-én módosított Vámegyezmények kihirdetéséről
- 1966. évi 6. törvényerejű rendelet 	 a Magyar Népköztársaság és a Bolgár Népköztársaság között Budapesten 1965. augusztus 19-én aláírt tudományos és kulturális együttműködési egyezmény kihirdetéséről
- 1966. évi 7. törvényerejű rendelet 	 a Magyar Népköztársaság Kormánya és a Jugoszláv Szocialista Szövetségi Köztársaság Kormánya között vámkérdésekben történő együttműködésről és kölcsönös segítségnyújtásról Budapesten 1965. május 25-én megkötött Egyezmény kihirdetéséről
- 1966. évi 8. törvényerejű rendelet 	 a polgári eljárásra vonatkozó, Hágában 1954. március 1-jén kelt nemzetközi egyezmény kihirdetéséről
- 1966. évi 9. törvényerejű rendelet 	 a Bolgár Népköztársaság, a Csehszlovák Szocialista Köztársaság, a Lengyel Népköztársaság, a Német Demokratikus Köztársaság, a Magyar Népköztársaság és a Szovjet Szocialista Köztársaságok Szövetségének kormányai között a közúti gépjárművel lebonyolított nemzetközi árufuvarozás vámkezeléséről Prágában, 1965. november 19-én megkötött egyezmény kihirdetéséről
- 1966. évi 10. törvényerejű rendelet 	 a Magyar Népköztársaság Kormánya és a Lengyel Népköztársaság Kormánya között a nemzetközi gépjármű-fuvarozás tárgyában Budapesten, 1965. évi július hó 18. napján aláírt Egyezmény kihirdetéséről
- 1966. évi 11. törvényerejű rendelet 	 a Magyar Népköztársaság Kormánya és a Görög Királyság Kormánya között a polgári repülés tárgyában Athénban, 1963. évi április hó 27. napján aláírt Egyezmény kihirdetéséről
- 1966. évi 12. törvényerejű rendelet 	 az elmebetegek gyógykezeléséről és gondozásáról
- 1966. évi 13. törvényerejű rendelet 	 a Magyar Népköztársaság Kormánya és a Jugoszláv Szocialista Szövetségi Köztársaság Kormánya között a magyar-jugoszláv határon a határrend megsértése megvizsgálásának és megoldásának módjáról Belgrádban 1965. július 2-án aláírt egyezmény kihirdetéséről
- 1966. évi 14. törvényerejű rendelet 	 a Magyar Népköztársaság 1965. évi költségvetésének végrehajtásáról
- 1966. évi 15. törvényerejű rendelet 	 a dolgozók betegségi biztosításáról szóló 1955. évi 39. törvényerejű rendelet módosításáról
- 1966. évi 16. törvényerejű rendelet 	 egyes büntető rendelkezések módosításáról és kiegészítéséről
- 1966. évi 17. törvényerejű rendelet 	 az 1963. évi 5. törvényerejű rendelet hatályon kívül helyezéséről
- 1966. évi 18. törvényerejű rendelet 	 a Magyar Népköztársaság Kormánya és a Jugoszláv Szocialista Szövetségi Köztársaság Kormánya között a tengeri úton, a Jugoszláv Szocialista Szövetségi Köztársaságon át szállított átmenő (tranzit) növényi küldemények növényegészségügyi ellenőrzésének végrehajtásáról Budapesten, 1965. évi június 25. napján aláírt kiegészítő egyezmény kihirdetéséről
- 1966. évi 19. törvényerejű rendelet 	 a Genfben 1949. évi szeptember hó 19. napján kelt, közúti közlekedési Egyezmény, a közúti jelzésekre vonatkozó Jegyzőkönyv, valamint az ezeket kiegészítő Megállapodások, továbbá a Genfben 1957. évi december hó 13. napján kelt, az útjelzésekre vonatkozó európai Egyezmény kihirdetéséről szóló 1962. évi 28. törvényerejű rendelet módosításáról
- 1966. évi 20. törvényerejű rendelet 	 a Magyar Népköztársaság Büntető Törvénykönyvéról szóló 1961. évi V. törvény módosításáról
- 1966. évi 21. törvényerejű rendelet 	 a szabadságvesztés büntetés végrehajtásáról és az előzetes letartóztatás foganatosításáról
- 1966. évi 22. törvényerejű rendelet 	 az ügyvédi hivatás gyakorlásáról és az ügyvédek szervezeteiről szóló 1958. évi 12. törvényerejű rendelet módosításáról
- 1966. évi 23. törvényerejű rendelet 	 az „INTERMETALL” Vaskohászati Együttműködési Szervezet létesítéséről szóló Egyezmény, valamint a Szervezet Alapszabályának kihirdetéséről
- 1966. évi 24. törvényerejű rendelet 	 a Magyar Népköztársaság és az Olasz Köztársaság között Budapesten 1965. szeptember 21-én aláírt műszaki-tudományos együttműködésről szóló egyezmény kihirdetéséről
- 1966. évi 25. törvényerejű rendelet 	 a Magyar Népköztársaság Kormánya és az Etióp Császárság Kormánya között a területeik közötti és az azokon túli légi járatok tárgyában Addis Abebában 1965. május 25-én aláírt egyezmény kihirdetéséről
- 1966. évi 26. törvényerejű rendelet 	 a Magyar Népköztársaság Állami Díja, a Kossuth-díj, a Magyar Népköztársaság Kiváló Művésze és a Magyar Népköztársaság Érdemes Művésze kitüntető címek adományozásáról szóló 1963. évi 36. számú törvényerejű rendelet módosításáról
- 1966. évi 27. törvényerejű rendelet 	 az alkoholistákkal kapcsolatos egyes intézkedésekről
- 1966. évi 28. törvényerejű rendelet 	 a Magyar Népköztársaság Kormánya és Etiópia Császári Kormánya között Addis-Abebába 1965. május 25-én aláírt kulturális, tudományos és oktatásügyi együttműködésről szóló egyezmény kihirdetéséről
- 1966. évi 29. törvényerejű rendelet 	 a Szocialista Hazáért érdemrend alapításáról
- 1966. évi 30. törvényerejű rendelet 	 a mezőgazdasági termelőszövetkezetek tagjainak kötelező kölcsönös nyugdíjbiztosításáról
- 1966. évi 31. törvényerejű rendelet 	 a Magyar Népköztársaság és a Mongol Népköztársaság közötti, Ulánbátorban 1965. október 2-án aláírt Barátsági és Együttműködési Szerződés kihirdetéséről
- 1966. évi 32. törvényerejű rendelet 	 a Magyar Népköztársaság és a Tanzánia Egyesült Köztársaság között Dar es-Salaamban az 1966. február 15-én aláírt kulturális és tudományos együttműködésről szóló egyezmény kihirdetéséről

### Kormányrendeletek
- 1/1966. (I. 12.) Korm. rendelet A gépjárműadóra vonatkozó szabályok megállapításáról[3]
- 2/1966. (I. 14.) Korm. rendelet Egyes alacsony összegű nyugellátások felemeléséről és a dolgozók társadalombiztosítási nyugdíjáról szóló 67/1958. (XII. 24.) Korm. számú rendelet egyes rendelkezéseinek módosításáról[4]
- 3/1966. (I. 14.) Korm rendelet A családi pótlékról szóló 38/1959. (VIII. 15.) Korm. számú rendelet módosításáról
- 4/1966. (I. 14.) Korm. rendelet A dolgozók betegségi biztosításáról szóló 71/1955. (XII. 31.) MT számú rendelet módosításáról
- 27/1966. (XII. 18.) Korm. rendelet A Szocialista Hazáért Érdemrend alapításáról szóló 1966. évi 29. számú törvényerejű rendelet végrehajtására

### Miniszteri rendeletek
- 1/1966. (I. 8.) BkM rendelet Az Állami Kereskedelmi Felügyelet eljárásáról szóló 4/1963. (VII. 24.) BkM számú rendelet egyes rendelkezéseinek módosításáról[5]
- 1/1966. (I. 8.) ÉlmM—ÁH rendelet A felvásárlási árak megállapításáról szóló egyes jogszabályok hatályon kívül helyezéséről
- 1/1966. (I. 8.) ÉlmM—Kip M—ÁH együttes rendelet A vágójuh felvásárlási árának szabályozásáról szóló rendelet hatályon kívül helyezéséről
- 1/1968. (I. 8.) FM—ÁH A zsírosgyapjú termelői ára és egyes tenyészállat, valamint a tenyésztojás és géppel keltetett naposbaromfi árak megállapításáról szóló rendeletek hatályon kívül helyezéséről
- 1/1966. (I. 8.) OT A Budapesti Nemzetközi Vásáron közszemlére kiállított szabadalmazható találmányok, minták és védjegyek időleges oltalmáról
- 1/1966. (I. 8.) OT—PM—ÉM együttes rendelet a befejezett építmények elszámolásáról
- 1/1966. (I. 11.) ÉM—ÁH A magasépítési, valamint a város- és községrendezési munkák tervezésének díjazásáról szóló 4/1960. (IV. 17.) É M—Á H számú rendelet hatályon kívül helyezéséről[2]
- 2/1966. (I. 11.) FM rendelet A termelőszövetkezetek 1966. évi amortizációs alap képzéséről
- 1/1966. (I. 11.) PM rendelet A mezőgazdasági termelőszövetkezetek hitelezésével kapcsolatos egyes kérdések szabályozásáról
- 2/1966. (I. 11.) PM rendelet A mezőgazdasági termelőszövetkezetek adókedvezményéről
- 3/1966. (I. 12.) PM rendelet A gépjárműadóról[3]
- 1/1966. (I. 14.) MüM rendelet a 113/1951. (V. 27.) MT számú rendelettel módosított 33/1951. (I. 31.) MT számú rendelet egyes rendelkezéseinek hatályon kívül helyezéséről[4]
- 1/1966. (I. 14.) SZOT szabályzat egyes alacsony összegű nyugellátások felemeléséről és a dolgozók társadalombiztosítási nyugdíjával kapcsolatos egyes kérdések rendezéséről szóló 2/1966. (I. 14.) Korm. számú rendelet végrehajtásáról
- 6/1966. (II. 20.) PM rendelet az 1966. évi földadófizetési kötelezettségnek pénzben történő lerovásáról, illetőleg búza helyett egyéb terményekkel való teljesítéséről
- 3/1966. (III. 31.) IM rendelet a sümegi járásbíróság megszüntetése tárgyában kiadott 10/1965. (XII. 16.) IM rendelet módosításáról
- 9/1986. (IV. 11.) PM rendelet az illetékekről szóló 1986. évi I. törvény végrehajtásáról
- 1/1966. (V. 15.) KPM rendelet a Postaszabályzat kiadásáról
- 5/1966. (V. 15.) IM rendelet egyes járásbíróságok megszüntetéséről és a bírósági területbeosztás módosításáról
- 11/1966. (VI. 29.) PM rendelet az illetékekről
- 13/1966. (IX. 11.) PM rendelet a közúti gépjárművel lebonyolított nemzetközi árufuvarozás kezeléséről szóló egyezmény végrehajtásáról

### Kormányhatározatok
- 1001/1966. (I. 8.) Korm. határozat Az 1966. évi terv teljesítését elősegítő intézkedésekről[5]
- 1022/1966. (XII. 21.) Korm. határozat A gépállomások szervezetének és működésének szabályozásáról szóló egyes rendelkezések hatályon kívül helyezéséről[6]